# Gilles Sacksick
Gilles Sacksick, né le 31 août 1942 à Paris, est un peintre, graveur et lithographe français.

## Biographie
Passionné par le dessin dès son plus jeune âge, Gilles Sacksick s'intéresse plus particulièrement à la lithographie et à l'eau-forte à partir de 1974. Il réalise ses premières gravures dans l'atelier de Pierre Pichard, imprimeur en taille-douce. En 1967, il expose pour la première fois lors d'une exposition collective organisée par le galeriste Dominique Halévy, à Paris. L'année suivante, il organise sa première exposition personnelle dans la même galerie.
Dès le début de sa carrière artistique, il consacre une large part de son œuvre au portrait. C'est ainsi qu'il remporte, en 1979, le Grand Prix du Portrait Paul-Louis Weiller et devient pensionnaire à la Casa de Velázquez. Ses autres thèmes de prédilection sont le paysage, la nature morte et la peinture animalière,. Influencé par les maîtres du Siècle d'or espagnol et en particulier Francisco de Zurbarán, il y fait notamment référence en utilisant l'ombre claire. Selon l'historienne de l'art Aude de Kerros, il est l'un des principaux membres du courant « moderne classique ».
À partir des années 1980, il expose ses œuvres partout dans le monde : de Paris à Tokyo en passant par Londres et New York. En 1997, une première exposition rétrospective est organisée au musée Bourdelle, à Paris.
En 2005, afin de développer l'édition régulière des estampes et des ouvrages de bibliophilie, il crée, avec Bruno Mielvaque, « Litho-Lissac », un atelier artisanal tourné vers la lithographie et voué aux arts du livre,. L'atelier est installé à Lissac-sur-Couze, en Corrèze.

## Distinctions
- 1979 : Grand Prix de Portrait Paul-Louis Weiller (Institut de France).
- 1979-1981 : Pensionnaire de la Casa de Velázquez (Madrid).

En 2003, le film Sacksick et la Couleur du Temps — réalisé par Bertrand Renaudineau et Gérard Emmanuel da Silva — est projeté à l'UNESCO, dans le cadre du festival des films d'art.

## Œuvre

### Ouvrages lithographiques
- Le chercheur d'or, Art et Littérature, 2002Texte et Lithographies de Gilles Sacksick.
- Le dernier jour, édition Galerie La Maison-près-Bastille, 2007Poèmes de Gérard Emmanuel da Silva. Lavis de Gilles Sacksick.
- Esquisses pour Gilles Sacksick, édition Galerie La Maison-près-Bastille, 2008Trois poèmes de Jean de Chauveron. Lithographies de Gilles Sacksick.
- ...au seuil, édition Galerie La Maison-près-Bastille, 2009Poèmes de Pierre Gibert. Mise en page et lithographies de Gilles Sacksick.
- Gilles Sacksick, entre le mat et le vif, édition Galerie La Maison-près-Bastille, 2010Textes de Jean-Marc Sourdillon. Lithographies originales de Gilles Sacksick.

### Autres ouvrages
- Chez l'un, chez l'autre... , essai, l'Amateur d'Estampes Contemporaines, 1995
- La route, Les Bibliophiles de Provence, 1999Texte de Julien Gracq. Lithographies et calligraphie de Gilles Sacksick.
- Le carnet - oeuvres sur papier, La Flèche du Temps, 2000Préface de Myriam Anissimov.
- Le petit bestiaire, 2004Poèmes de Pierre Gibert et 7 gravures sur bois de Gilles Sacksick.
- La paix me remplit - de 1977 à 2006, Galerie Umeda et galerie Doï, Japon, 2006Dessins, peintures, huiles et gravures de Gilles Sacksick. Textes de Takashi Doï, Julien Gracq, Christian Demonchy.